# Eresma
De Eresma is een rivier in Midden-Spanje in de regio Castilië en León, die ligt in het stroomgebied van de Douro.
De rivier ontstaat uit het samenkomen van verschillende kleine beekjes uit de Sierra de Guadarrama, die een groot deel van het jaar droog staan, en bij smeltwater en grote regenval water voeren. De rivier stroomt langs de stad Segovia, waar zij samenkomt met de rivier de Clamores. De belangrijkste zijrivieren van de Eresma zijn de Moros en de Voltoya. De Eresma mondt uit in de Adaja, die zelf weer in de Douro uitmondt.

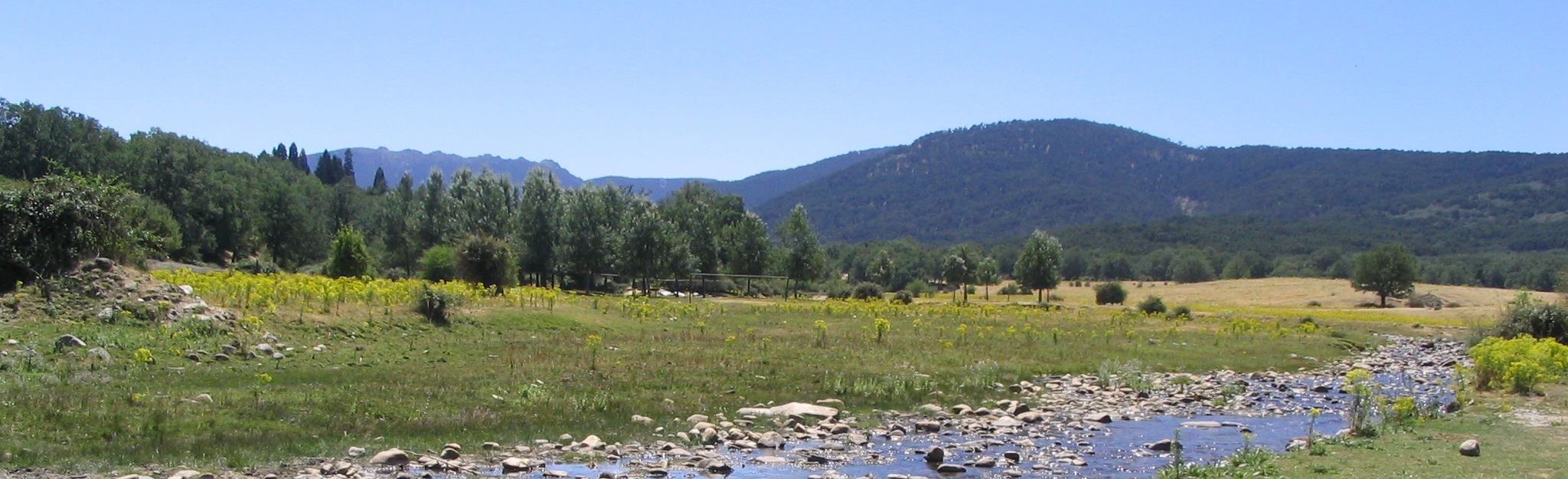
Panorama.

- Biblioteca Nacional de España: XX455311
- Virtual International Authority File: 316429761